# 凹尾塘鳢
凹尾塘鳢（学名：Ptereleotris microlepis），又名細鱗凹尾塘鱧，为塘鳢科凹尾塘鳢属的鱼类，俗名细鳞虎。分布于印度至太平洋中部的新赫布里底群岛、北至日本南部、台湾岛以及西沙群岛等，属于暖水性鱼类。其多生活于珊瑚丛中。该物种的模式产地在Banda。
其种加词“microlepis”意为“细鳞的”。